# Liang-huan Lu
Liang-huan Lu (ook Lu Liang-Huan) (Taipei, 10 december 1936 – aldaar, 15 maart 2022) was een Taiwanees golfprofessional uit Taiwan. Hij speelde op de Aziatische PGA Tour.
Lu was in 1959 de winnaar van het eerste Hong Kong Open, dat deel uitmaakte van het Aziatische Circuit, zoals de voorloper van de Aziatische Tour tot 1995 heette. Hij won ook acht toernooien op de Japan Golf Tour. 
Lu diende in 1960 bij de Formosa Airforce, en speelde als militair een toernooi tegen Lee Trevino, die bij de US Marine zat. Lu won met 8&7. Pas tien jaar later speelden ze weer tegen elkaar. 
Hij werd in Europa bekend als Mr Lu toen hij in 1971 een grote kans had het 100ste Brits Open op Royal Birkdale te winnen. De birdie op de 72ste hole had hij te danken aan Lillian Tipping. Zijn bal was vrij hard tegen haar hoofd aangekomen. Zij vroeg hem nog een birdie te maken, hetgeen lukte, maar Trevino eindigde ook met een birdie en won. Mrs Tipping moest naar het ziekenhuis om gehecht te worden.
Hij bleef in het nieuws want een week later won hij het Frans Open op de Golf de Biarritz en een jaar later won hij met Hsieh Min-nan de World Cup in Australië, een unicum voor Taiwan.
In 1975 liep hij een rugblessure op bij een vliegtuigongeluk. Hij begon golfbanen te ontwerpen en woonde twintig jaar in Japan. Hij had ook een groot hotel in Taiwan waar hij Lillian Tipping en haar echtgenoot enkele jaren na het incident uitnodigde voor een vakantie. 
In 2001 verhuisde hij terug naar Taipei waar hij en zijn echtgenote vlak bij hun zoon en drie kleinkinderen wonen. Zijn hotel is nu een kantoorgebouw. Hij is coach van enkele veelbelovende spelers zoals Wei-tze Yeh die het Maleisisch Open won.
Liang-huan Lu overleed op 15 maart 2022 in het ziekenhuis van Taipei.

## Gewonnen
Geschat wordt dat hij in Azië ongeveer vijftig kleine en acht grote toernooien won, onder meer:
Aziatisch Circuit
- 1959: Hong Kong Open
- 1965: Filipijns Open
- 1966: Taiwan Open
- 1971: Thailand Open
- 1972: Panama Open
- 1974: Filipijns Open, Hong Kong Open
- 1978: Filipijns Open
- 1979: Taiwan Open
- 1983: Taiwan Open
- 1985: Taiwan Open

Europa
- 1971: Frans Open

Japan Golf Tour
- 1973: World Friendship
- 1974: Sobu International Open, Hiroshima Open
- 1975: Fujisankei Classic, Hiroshima Open
- 1977: Shizuoka Open
- 1983: Acom Doubles (met Hsi-chuen Lu)
- 1987: Shizuoka Open

Elders
- 1971: The Crowns, (nu deel van de Japan Golf Tour)

## Teams
- Canada Cup: 1950 op Wentworth
- World Cup (namens China): 1972 (winnaars)